# خودوانگتسه
خودوانگتسه (به لهستانی:  Chodywańce) یک روستا در لهستان است که در گمینا یارچوو واقع شده‌است.